# I Walk Alone (пісня Шер)
«I Walk Alone» — пісня американської співачки Шер та четвертий сингл із її двадцять п'ятого студійного альбому «Closer to the Truth». Пісню, написала інша поп-співачка Пінк, яка також брала участь у бек-вокалі до неї, її спродюсували для альбому Біллі Манн та MachoPsycho. На початку 2014 року «I Walk Alone» розіслали на поп радіостанції Великої Британії як промо-сингл. Одночасно з початком гастролей Шер «Dressed to Kill Tour» пісню транслювали в танцювальних клубах та радіостанціях США, а 25 квітня 2014 року для цифрових роздрібних продавців вийшов мініальбом з дев'ятьма танцювальними реміксами до «I Walk Alone».
Пісня отримала високу оцінку за її «ліричну глибину», яка розкриває такі теми, як розширення прав і можливостей та незалежність. У музичному плані пісня демонструє досить експериментальне звучання, змішуючи елементи кантрі та денс-попу із такими інструментами, як банджо, та ритмами EDM. «I Walk Alone» посіла 2-е місце у чарті «Billboard» «Hot Dance Club Songs».

## Передумови
Шер вперше згадала про співпрацю зі співачкою Пінк 18 червня 2012 року, повідомивши у своєму офіційному Твіттері, що «Алесія написала дві чудові пісні» для свого нового альбому, а пізніше додавши, що «Пінк безперечно моя дівчина. Має талант. Люблю це». Описуючи «I Walk Alone», вона заявила, що це одночасно і рок, і «танець», що «багато надирає дупи»; а друга пісня називається «Lie to Me». 8 квітня 2012 року Пінк підтвердила, що написала пісню для альбому Шер, і повідомила, що вона називається «I Walk Alone». Далі вона назвала цей твір «честю» і сказала: «Я нарешті почуваюся автором пісень. І я така фанатка».
Напередодні виходу альбому «Closer to the Truth» 24 вересня 2013 року Шер розповіла про дві пісні, написані Пінк, в інтерв'ю музичному онлайн-журналу «Radio.com»: «Ці пісні мені сподобалися за п'яти секунд. (…) Я зрозуміла їх, і коли ви почуєте їх, ви зрозумієте, чому я їх зрозуміла. Вони такі особисті, при цьому вони працюють на нас обох». Назва альбому походила від рядка пісні. У ньому Шер співає: «В мені живе циганка, яка продовжує блукати, і злість, коли я наближаюся до істини».
14 березня 2014 року на офіційному сайті журналу «Billboard» відбулася прем'єра «Ferosh Reconstruction» Трейсі Янг, реміксу до пісні «I Walk Alone», який наступного тижня був представлений танцювальним клубам та ді-джеям. За словами Янг, яка раніше робила ремікс на пісню Шер «Woman's World», вона була схвильована цим проєктом із трьох причин: «По-перше, констатація очевидного, знову робота з Шер. По-друге, я ставлюся до цієї пісні лірично, тому що вона відображає те, де я перебуваю у цей момент мого життя. Нарешті це було так освіжаюче, тому що я відчувала, що ця пісня в ідеальному темпі, і це також одна з моїх улюблених пісень в альбомі».

## Оцінки критиків
«I Walk Alone» отримала визнання критиків. Джон Гамільтон з продюсерської компанії «Idolator» похвалив пісню за демонстрацію «глибини, яка завжди робила найкращі роботи Шер такими чарівними. Не втрачаючи енергії та ритму, Шер затверджує себе як мислячий незалежний та досвідчений персонаж, якого не зламав надто жорстокий світ».

## Музичне відео
До пісні зняли рекламний ролик, який розмістили на YouTube-каналі фан-клубу Шер у вересні 2014 року. Відео являє собою анімаційний монтаж фотографій із життя та кар'єри Шер у хронологічному порядку від дитинства до наших днів.

## Трек-лист
I Walk Alone (The Remixes) — EP
1. «I Walk Alone» (Tracy Young Ferosh Reconstruction) — 6:16
2. «I Walk Alone» (Funk Generation H3d Rush Club Mix) — 6:27
3. «I Walk Alone» (Jrmx Club Mix) — 6:38
4. «I Walk Alone» (Ivan Gomez & Nacho Chapado Club Mix) — 7:01
5. «I Walk Alone» (Guy Scheiman Club Mix) — 6:57
6. «I Walk Alone» (DJ Laszlo Club Mix) — 6:27
7. «I Walk Alone» (Morlando Club Mix) — 5:19
8. «I Walk Alone» (Dan Slater Club Mix) — 6:32
9. «I Walk Alone» (NovoGain Club Mix) — 8:22

Інші версії
- 7th Heaven Banging Club Mix — 6:16

## Чарти
| Чарт (2014)                           | Позиція |
| ------------------------------------- | ------- |
| США (Hot Dance Club Songs (Billboard) | 2       |

| Чарт (2014)                            | Позиція |
| -------------------------------------- | ------- |
| США (Hot Dance Club Songs (Billboard)) | 13      |